# Шиш, Галь
Галь Шиш (ивр. גל שיש‎; род. 28 января 1989, Бат-Ям, Израиль) — израильский футболист, защитник. Выступал за сборную Израиля.

## Биография

### Ранние годы
Шиш родился 28 января 1989 года в городе Бат Ям недалеко от Тель-Авива.

### Клубная карьера
Карьеру футболиста начал в одном из лидеров израильского футбола — «Хапоэля» из Тель-Авива в 2007 году и сыграл за этот клуб 56 матчей. Левый защитник «Хапоэля» одновременно привлекался к матчам всех израильских юношеских и молодёжных сборных (21 поединок). В 2012 году Гал Шиш подписал контракт с бельгийским «Бевереном» и принял участие в 25 матчах, в которых забил 1 гол.
Летом 2013 года израильтянин получил статус свободного агента и в конце августа этого же года подписал контракт с украинским клубом «Волынь». В команде взял 16 номер. В украинском чемпионате за «Волынь» дебютировал 14 сентября в игре против киевского «Арсенала». Галь сыграл на поле все 90 минут, а команда в итоге уступила (1:2). 4 декабря 2015 года стало известно, что Шиш покинул луцкий клуб ввиду истечения срока контракта, при этом в качестве одного из вариантов продолжения карьеры рассматривает возвращение в «Волынь». Всего за неполных 3 сезона в составе «крестоносцев» провёл 36 матчей в Премьер-лиге, 4 встречи в Кубке Украины и 7 игр в молодёжном чемпионате.
1 февраля 2016 года официально вернулся в «Хапоэль».

### Карьера в сборной
С 2012 по 2013 год сыграл 3 матча в футболке национальной сборной Израиля.